# Lautaro de la Iglesia
Lautaro Gregorio de la Iglesia (Neuquén, Provincia homónima, 29 de octubre de 1994) es un piloto argentino de automovilismo. Desarrolló su carrera deportiva a nivel nacional, compitiendo en las diferentes divisiones de la Asociación Corredores de Turismo Carretera.
Inició su carrera en el ámbito zonal de su provincia, proclamándose campeón en 2015 de la Monomarca Gol Neuquina. Tras estas incursiones, en 2016 debutó en el TC Pista Mouras, división menor de la ACTC,  de la cual obtuvo el subcampeonato en su temporada debut.
Su progreso lo llevó a ascender de categorías, llegando a debutar en el Turismo Carretera en el año 2018, en calidad de invitado del piloto uruguayo Mauricio Lambiris. A su vez, tuvo participaciones en categorías como el Turismo Nacional y la TC Pick Up.
Tras haber disputado en 2023 su última temporada en TC Pista, fue promovido por antecedentes deportivos para competir como piloto titular en el Turismo Carretera, a partir de la temporada 2024.

## Resumen de carrera
| Temporada                       | Categoría                   | Equipo                 | Automóvil           | Carreras | Victorias | Podios | Poles | VR    | Puntos | Pos.  |
| ------------------------------- | --------------------------- | ---------------------- | ------------------- | -------- | --------- | ------ | ----- | ----- | ------ | ----- |
| 2016                            | TC Pista Mouras             | A. Garofalo Motorsport | Ford Falcon         | 15       | 1         | 6      | 0     | 1     | 468.00 | 2.º   |
| 2017                            | TC Mouras                   | A. Garofalo Motorsport | Ford Falcon         | 9        | 1         | 3      | 2     | 1     | 446.25 | 10.º  |
| 2017                            | TC Mouras                   | Werner Competición     | Ford Falcon         | 6        | 0         | 0      | 0     | 0     | 446.25 | 10.º  |
| 2017                            | Clase 3 de Turismo Nacional | UR Racing              | Volkswagen Vento II | 1        | 0         | 0      | 0     | 0     | 0.00   | Inv.  |
| 2018                            | TC Pista                    | Werner Competición     | Ford Falcon         | 4        | 0         | 0      | 0     | 1     | 285.00 | 18.º  |
| 2018                            | TC Pista                    | Azul Sport Team        | Ford Falcon         | 5        | 0         | 0      | 0     | 0     | 285.00 | 18.º  |
| 2018                            | TC Pista                    | Martínez Competición   | Ford Falcon         | 6        | 0         | 0      | 0     | 0     | 285.00 | 18.º  |
| 2018                            | Buenos Aires 1000 de TC     | Martínez Competición   | Ford Falcon         | 1        | 0         | 0      | 0     | 0     | 0.00   | Inv.  |
| 2019                            | TC Pista                    | Di Meglio Motorsport   | Ford Falcon         | 15       | 1         | 2      | 1     | 2     | 439.75 | 8.º   |
| 2019                            | TC Pick Up                  | LCA Racing             | Fiat Toro           | 1        | 0         | 0      | 0     | 0     | 2.00   | 33.º  |
| 2020                            | TC Pista                    | Di Meglio Motorsport   | Ford Falcon         | 11       | 1         | 2      | 1     | 1     | 320.50 | 5.º   |
| 2021                            | TC Pista                    | Di Meglio Motorsport   | Dodge Cherokee      | 15       | 0         | 3      | 3     | 1     | 381.50 | 12.º  |
| 2021                            | Clase 3 de Turismo Nacional | Martos Med Team        | Ford Focus III      | 1        | 0         | 0      | 0     | 0     | 6.00   | 42.º  |
| 2022                            | TC Pista                    | Di Meglio Motorsport   | Dodge Cherokee      | 15       | 1         | 2      | 2     | 0     | 430.50 | 5.º   |
| 2022                            | TC Pick Up                  | Di Meglio Motorsport   | Toyota Hilux        | 5        | 0         | 0      | 0     | 0     | 83.00  | 36.º  |
| 2022                            | Clase 3 de Turismo Nacional | Larrauri Racing        | Peugeot 408         | 2        | 0         | 0      | 0     | 0     | 0.00   | Inv.  |
| 2023                            | TC Pista                    | Di Meglio Motorsport   | Dodge Cherokee      | 15       | 2         | 3      | 1     | 3     | 417.75 | 7.º   |
| 2023                            | TC Pick Up                  | Di Meglio Motorsport   | Toyota Hilux        | 1        | 0         | 0      | 0     | 0     | 19.00  | 33.º  |
| 2024                            | Turismo Carretera           | Di Meglio Motorsport   | Dodge Cherokee      | 3        | 0         | 0      | 0     | 0     | 80.50  | 5.º   |
| Fuente:                         | [ 9 ]                       | [ 9 ]                  | [ 9 ]               | [ 9 ]    | [ 9 ]     | [ 9 ]  | [ 9 ] | [ 9 ] | [ 9 ]  | [ 9 ] |
| En cursiva: Temporada en curso. |                             |                        |                     |          |           |        |       |       |        |       |

## Palmarés
| Título     | Categoría       | Marca              | Año  |
| ---------- | --------------- | ------------------ | ---- |
| Campeón    | Monomarca Gol   | Volkswagen Gol AB9 | 2015 |
| Subcampeón | TC Pista Mouras | Ford Falcon        | 2016 |